# كونارية
الكونارية (الاسم العلمي: Connaraceae) هي فصيلة من النباتات تتبع رتبة الحماضيات من طائفة الوردانية.

## التصنيف
- الكوناراوية
  - الكونار